# 黃怡學
黃怡學（1982年2月7日—）是台灣體操選手。

## 運動生涯
黃怡學在厚德國小三年級參加體操隊，高中師從王明鴈，之後進入國立體育大學。
2001年，黃怡學參加東亞運動會，跳馬項目獲得第5名。2001年，黃怡學贏得中華汽車盃體操賽跳馬金牌。2003年世界大學運動會前夕，黃怡學因受傷並未參加。
黃怡學在2005年世界大學運動會獲得跳馬金牌，也是中華民國史上第一位在世界比賽中的跳馬項目摘金的選手。黃怡學第1跳以「前空翻兩周轉體 180度」，拿下9.637分，第2跳則以「後空翻轉體兩周」，獲得9.450分，以平均9.543分獲得跳馬金牌。
黃怡學在2005年東亞運動會獲得跳馬銀牌。
黃怡學在2006年亞運參加跳馬項目，平均8.237分排名第8。
2007年，黃怡學在世界體操錦標賽前夕受傷，無法出賽，因此喪失2008年奧運參賽資格，之後他宣布退休。

## 得獎紀錄
- 2001年東亞運動會跳馬：第5名
- 2003年全國運動會競技體操地板：第1名
- 2005年世界大學運動會跳馬：金牌